# リッチモンドホテルズ
- ロイヤルホールディングス > アールエヌティーホテルズ > リッチモンドホテルズ
- 福岡地所 > アールエヌティーホテルズ > リッチモンドホテルズ

リッチモンドホテルズ（英名；Richmond Hotels）は、ロイヤルホールディングスの子会社である、アールエヌティーホテルズが展開するビジネスホテルチェーンである。

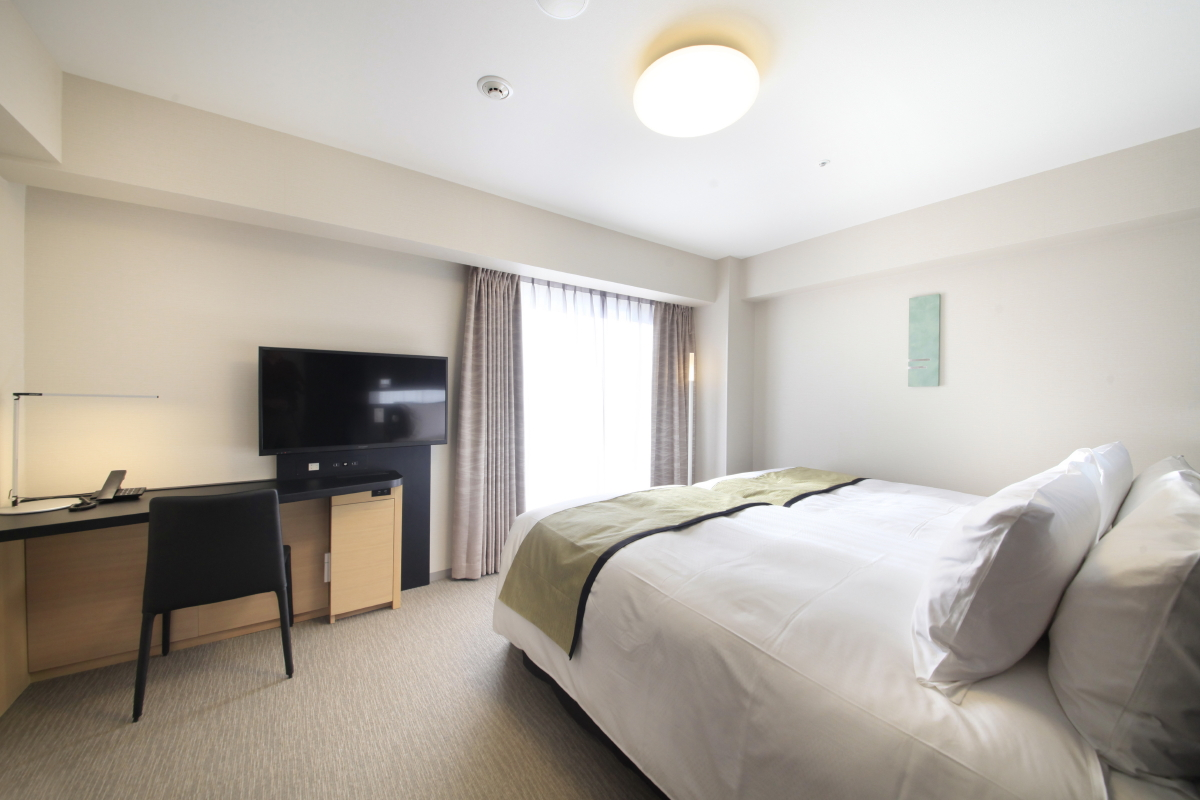
リッチモンドホテルズの代表的なシングルルーム

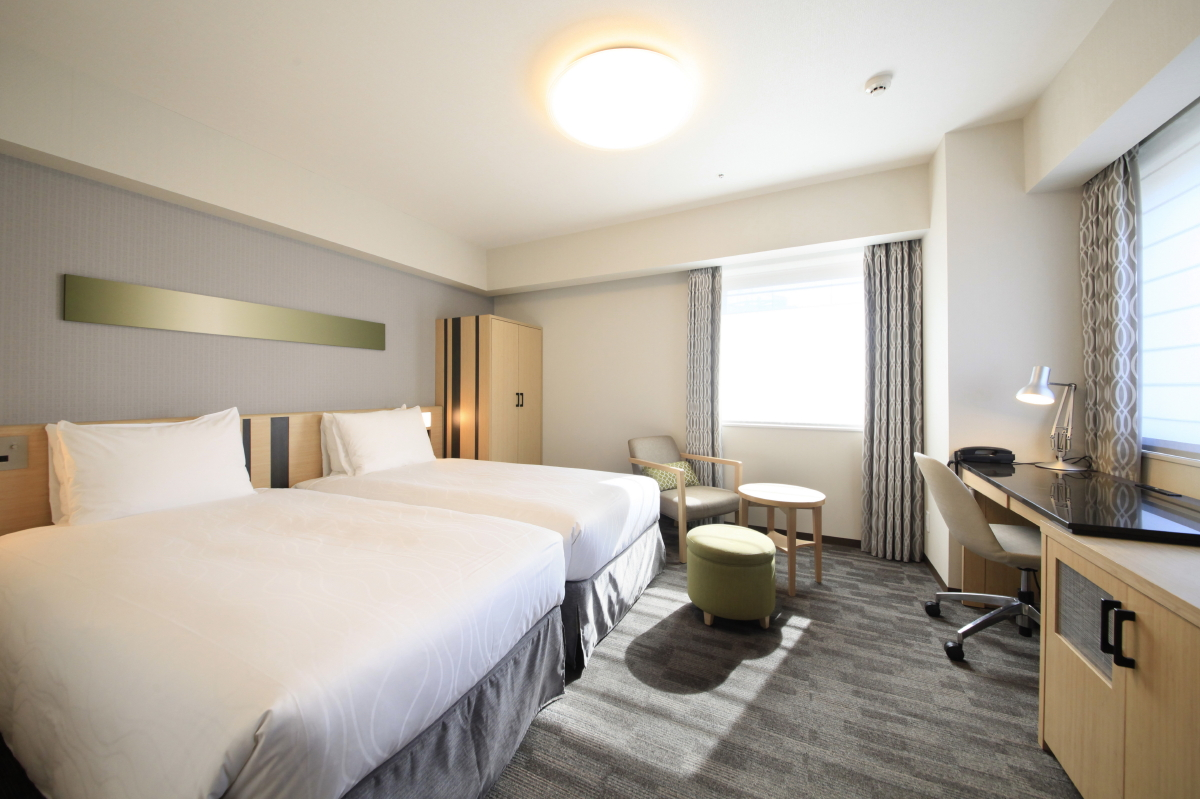
リッチモンドホテルズの代表的なツインルーム

## 概要
元々はアールアンドディープランニング株式会社（後のダイワロイヤル、現・大和ハウスリアルティマネジメント）による「ロイネットホテル」として運営されていた。その後、2004年4月に会社分割により設立されたアールエヌティーホテルズに継承されたロイネットホテルが2007年10月に名称変更し、現在に至る。
名称変更に当たり、2006年5月にアールエヌティーホテルズが運営を受託した東京都豊島区目白の「リッチモンドホテル」（現・リッチモンドホテル東京目白、1988年開業）を新たなブランド名として採用している。
2019年4月以降は京成電鉄と提携した「京成リッチモンドホテル」も展開しており、京成電鉄・ロイヤルホールディングスの共同出資にて設立されたケイ・アンド・アール・ホテルデベロップメント株式会社が同ブランドの運営を担当している。
2023年3月現在、全国に43のホテル（プレミア・スコーレを含む）および3つの京成リッチモンドホテルを展開し、この他に6つのホテルと提携・フレンドシップ関係を締結している。

## 沿革
- 1991年（平成3年）4月 - アールアンドディープラニング株式会社設立。
- 1995年（平成7年）1月 - ロイネットホテルの1号店として、ロイネットホテル東大阪（現・リッチモンドホテル東大阪）を開業。
- 2000年（平成12年）11月 - 社名をダイワロイヤル株式会社に変更。
- 2004年（平成16年）4月 - 会社分割によりアールエヌティーホテルズ株式会社を設立、ホテル事業を継承。
- 2007年（平成19年）10月 - 既存のロイネットホテルをリッチモンドホテルにブランド統一。
- 2008年（平成20年）3月 - プレミアブランド第1号店としてリッチモンドホテルプレミア武蔵小杉を開業。
- 2011年（平成23年）3月 - リッチモンドホテル福山駅前開業（第30号店）。
- 2015年（平成27年）12月 - リッチモンドホテルプレミア東京押上、リッチモンドホテルプレミア浅草インターナショナルを開業。
- 2017年（平成29年）4月 - 京成電鉄とロイヤルホールディングス、アールエヌティーホテルズによる合弁契約に基づき、京成電鉄・ロイヤルホールディングスの共同出資にてケイ・アンド・アール・ホテルデベロップメント株式会社を設立。
- 2019年（平成31年）3月19日 - ケイ・アンド・アール・ホテルデベロップメント1号店として、京成リッチモンドホテル東京門前仲町を開業。
- 2021年（令和3年）12月16日 - 京成リッチモンドホテル東京錦糸町（ケイ・アンド・アール・ホテルデベロップメント2号店）開業。
- 2022年（令和4年）
  - 3月14日 - 京成リッチモンドホテル東京押上（ケイ・アンド・アール・ホテルデベロップメント3号店）開業。
  - 12月27日 - リッチモンドホテルプレミア東京押上を体験型ホテル「リッチモンドホテルプレミア東京スコーレ」としてリニューアルオープン。

## こだわり
- 全室無料Wi-Fi設備
- 客室 こだわりのコーヒーパック
- こだわりのアメニティグッズ
- ファミリー・お子様対応
- リッチモンドホテルズ全国ネットワーク
- エコへの取り組み

## グループ店舗一覧

### 北海道
- リッチモンドホテル札幌駅前 - 北海道札幌市中央区北2条西1-1-7
- リッチモンドホテル札幌大通 - 北海道札幌市中央区南2条西4-4-1
- リッチモンドホテル帯広駅前 - 北海道帯広市西2条南11-17
- 釧路ロイヤルイン（フレンドシップ） - 北海道釧路市黒金町14-9-2

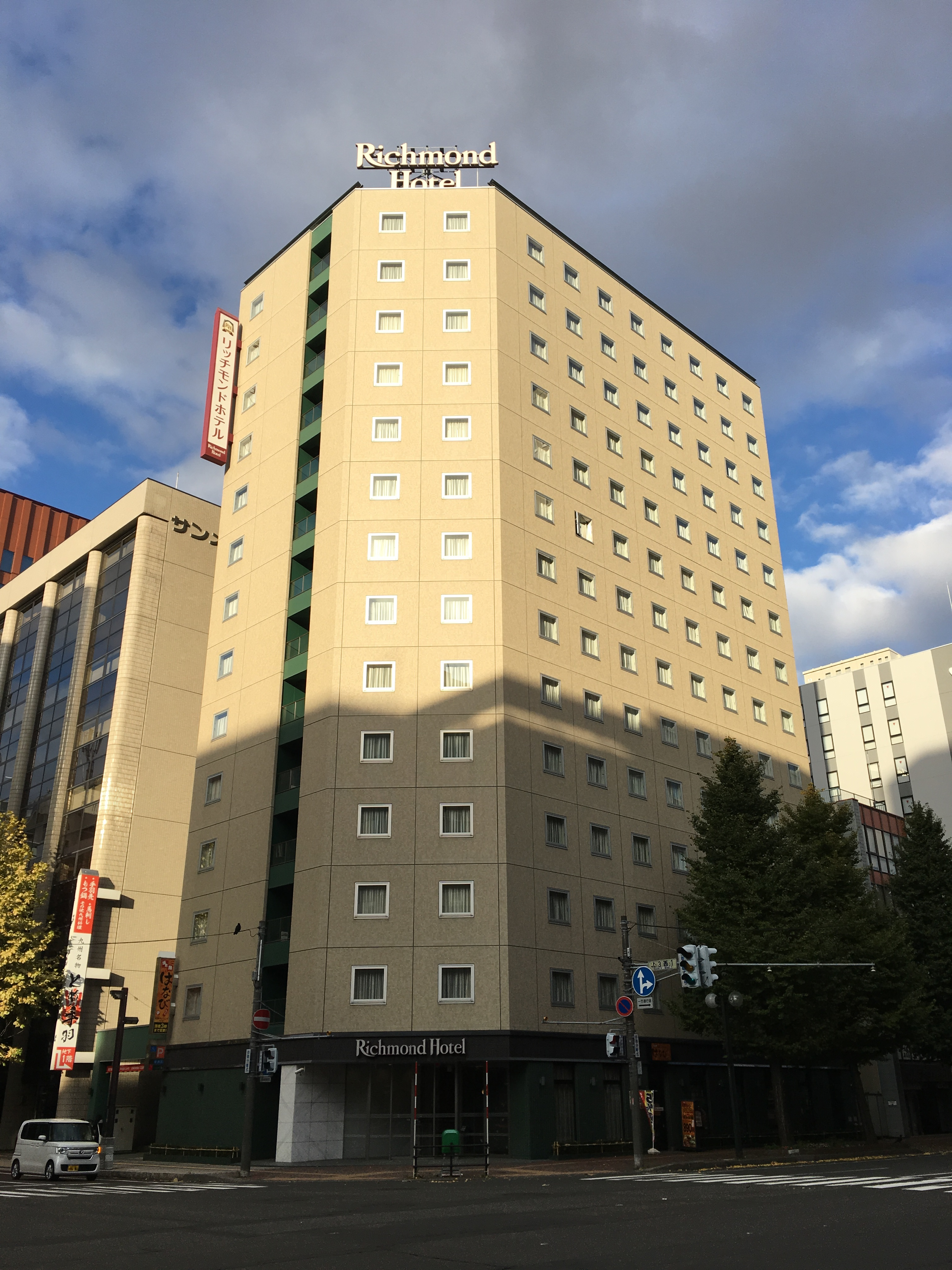
リッチモンドホテル札幌駅前
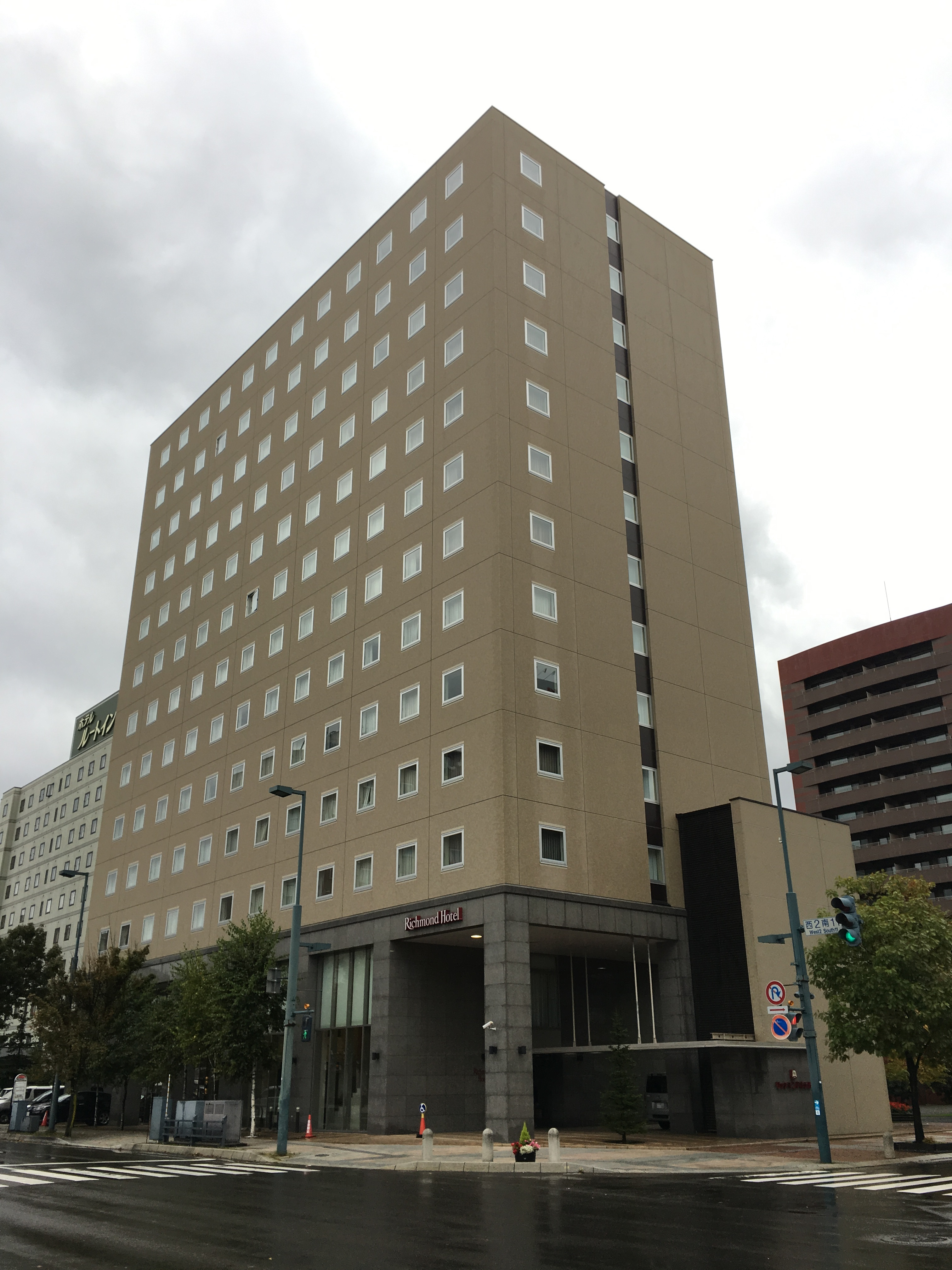
リッチモンドホテル帯広駅前
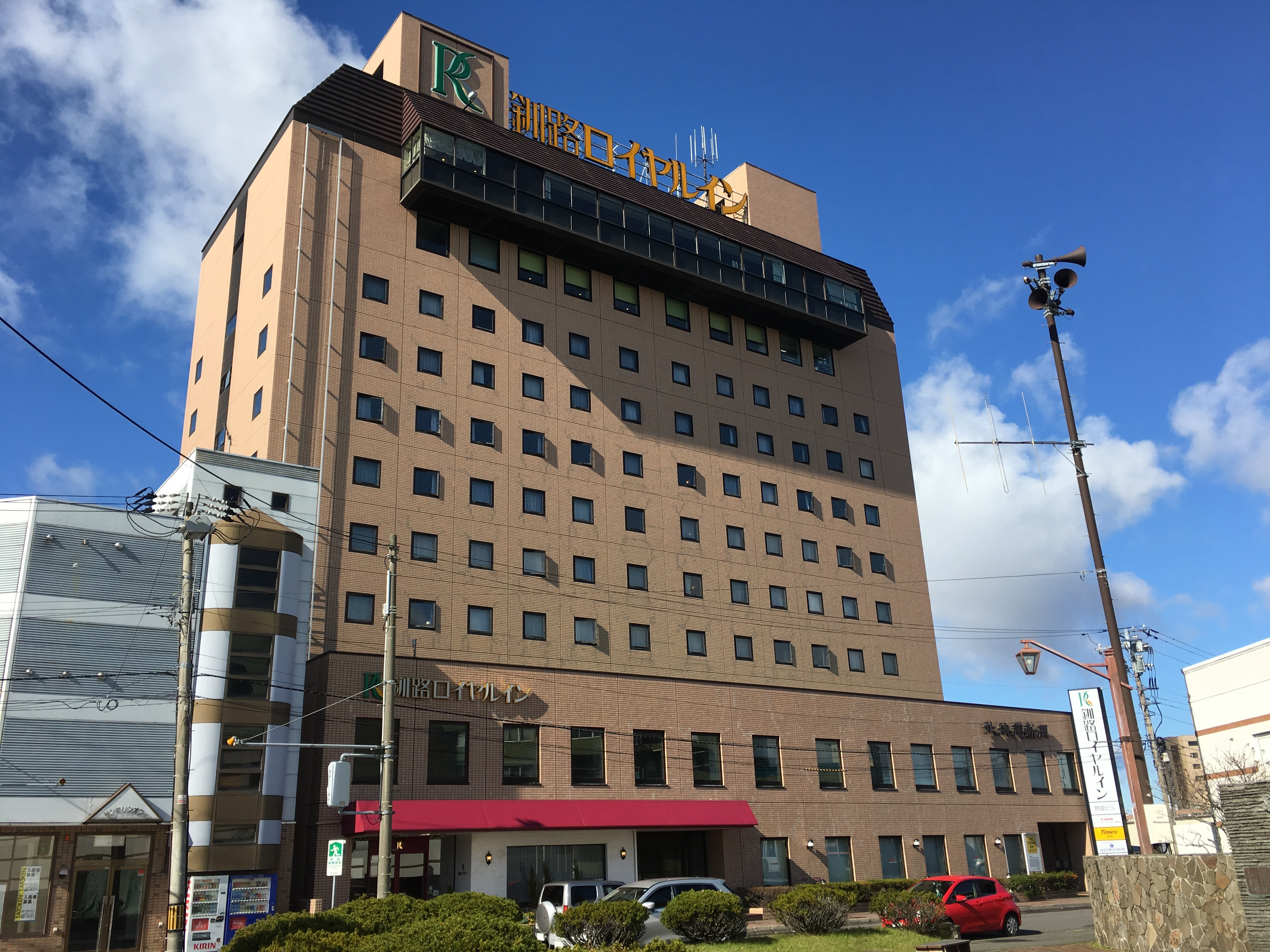
釧路ロイヤルイン

### 東北
- リッチモンドホテル青森 - 青森県青森市長島1-6-6
- リッチモンドホテル秋田駅前 - 秋田県秋田市中通2-2-26
- リッチモンドホテル盛岡駅前 - 岩手県盛岡市盛岡駅前通9-17
- リッチモンドホテル仙台 - 宮城県仙台市青葉区花京院1-4-12
- リッチモンドホテルプレミア仙台駅前 - 宮城県仙台市青葉区中央2-1-1仙台東宝ビル5F
- リッチモンドホテル山形駅前 - 山形県山形市双葉町1-3-11
- リッチモンドホテル福島駅前 - 福島県福島市三河南町1-15

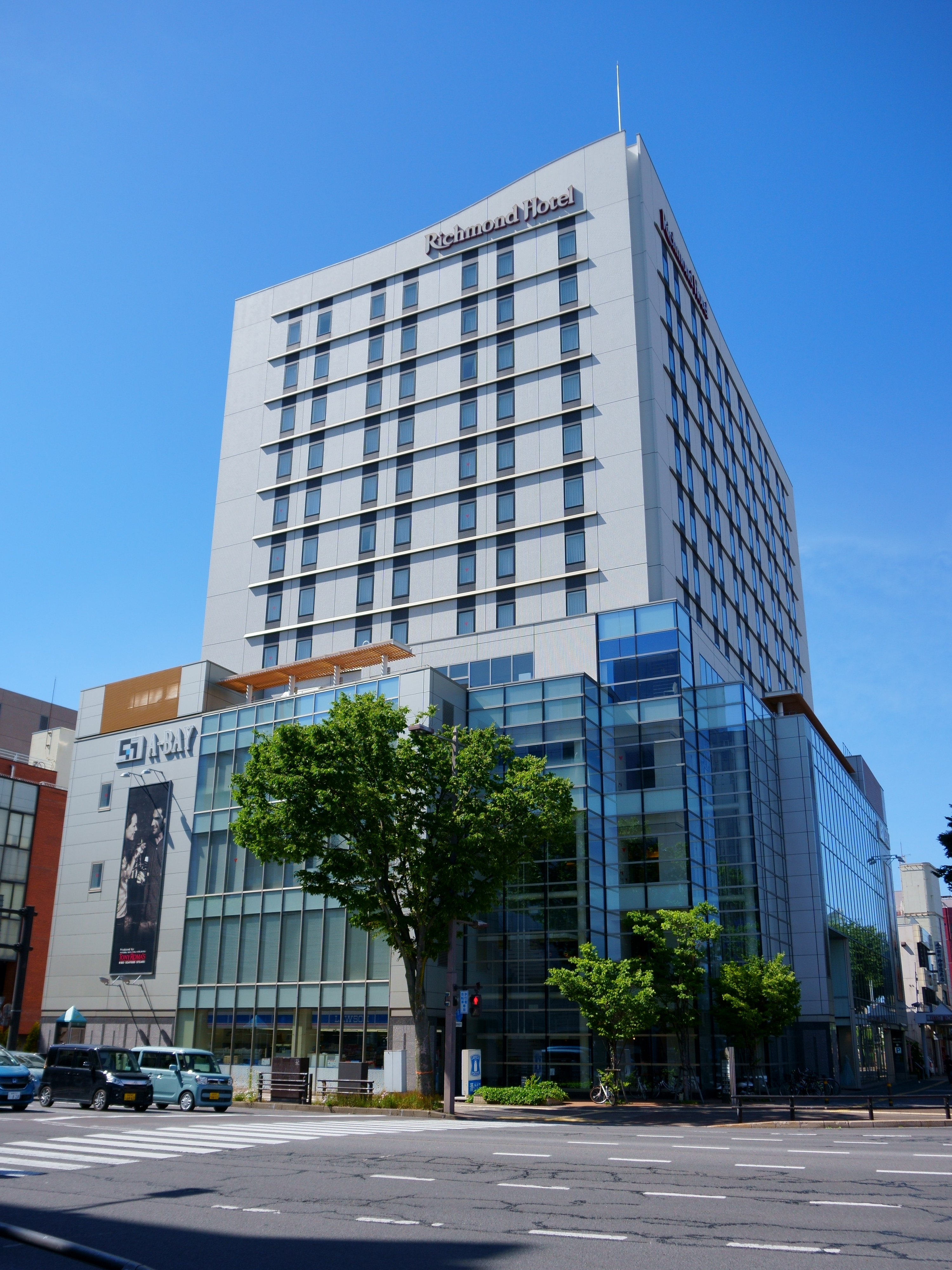
リッチモンドホテル青森
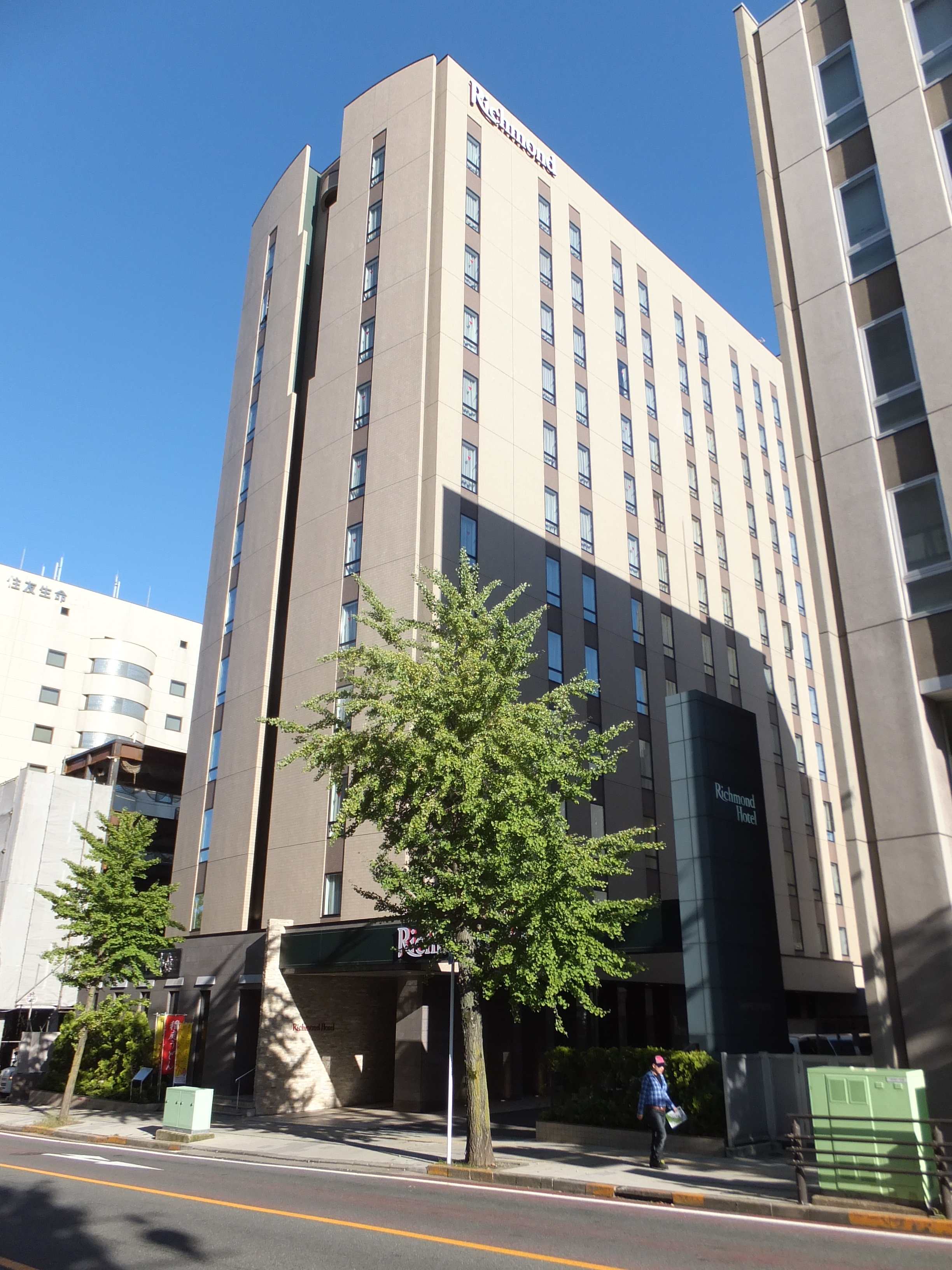
リッチモンドホテル秋田駅前
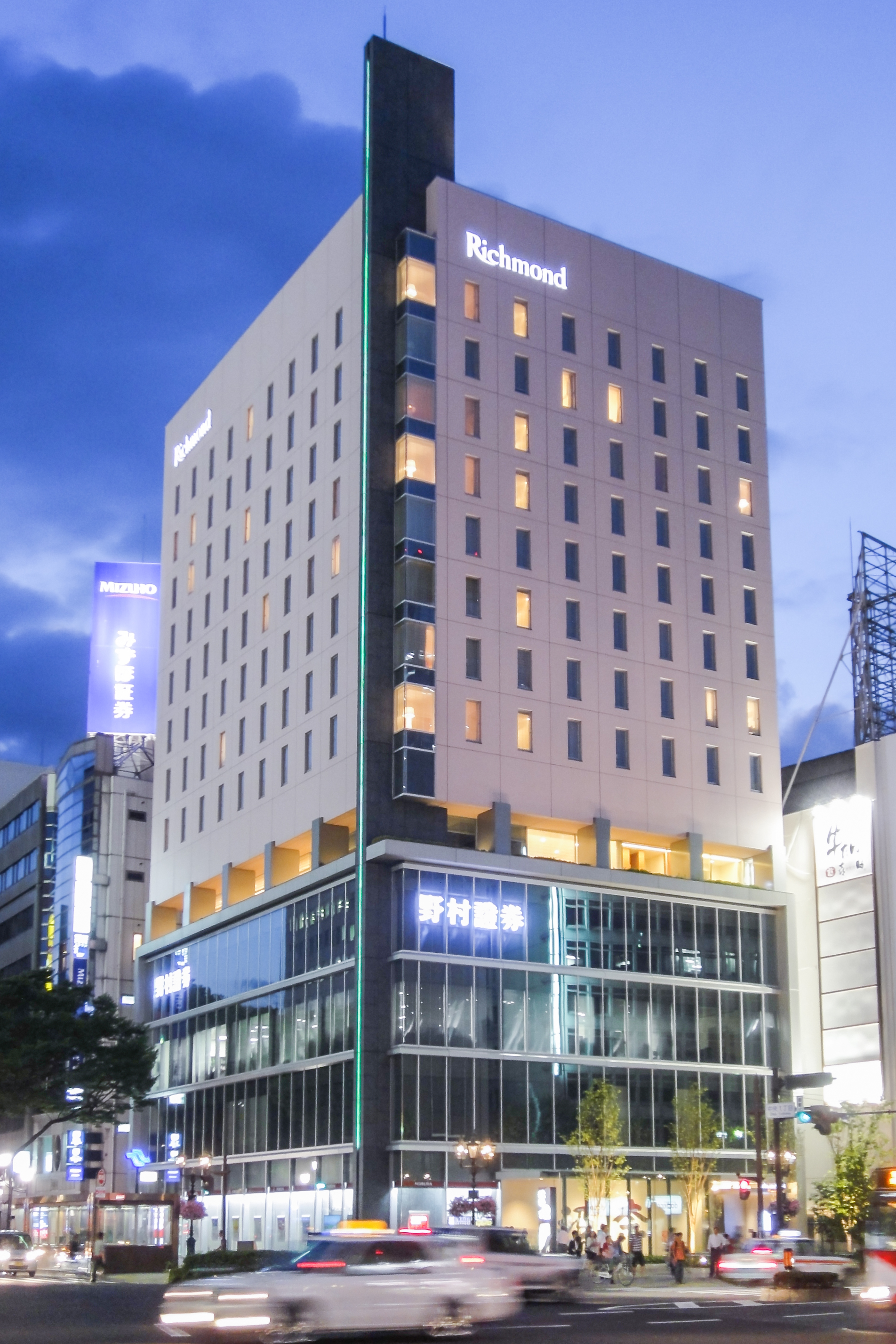
リッチモンドホテルプレミア仙台駅前

### 関東
- リッチモンドホテル宇都宮駅前 - 栃木県宇都宮市駅前通り3-5-12
- リッチモンドホテル宇都宮駅前アネックス - 栃木県宇都宮市駅前通り3-6-5
- ホテル・ザ・ウエストヒルズ・水戸（提携ホテル） - 茨城県水戸市大工町1-2-1
- リッチモンドホテル成田 - 千葉県成田市花崎町970
- ホテルココ・グラン高崎（フレンドシップ） - 群馬県高崎市東町3-5
- 京成ホテルミラマーレ（フレンドシップ） - 千葉県千葉市中央区本千葉町15-1
- 京成リッチモンドホテル東京門前仲町 - 東京都江東区門前仲町２丁目８−９
- リッチモンドホテル東京目白 - 東京都豊島区目白3-5-14
- リッチモンドホテル浅草 - 東京都台東区浅草2-7-10
- リッチモンドホテル東京武蔵野 - 東京都武蔵野市中町2-4-1
- リッチモンドホテル東京芝 - 東京都港区芝公園2-3-4
- リッチモンドホテル東京水道橋 - 東京都文京区本郷1-33-9
- 京成リッチモンドホテル東京押上 - 東京都墨田区押上1-8-23
- 京成リッチモンドホテル東京錦糸町 - 東京都墨田区江東橋3-2-7
- リッチモンドホテルプレミア東京スコーレ - 東京都墨田区押上1丁目10-3
- リッチモンドホテルプレミア浅草 - 東京都台東区浅草2丁目6-7
- リッチモンドホテルプレミア武蔵小杉 - 神奈川県川崎市中原区新丸子東3-1175-1
- リッチモンドホテル横浜馬車道 - 神奈川県横浜市中区住吉町5-59
- リッチモンドホテル横浜駅前 - 神奈川県横浜市神奈川区鶴屋町2-13-7

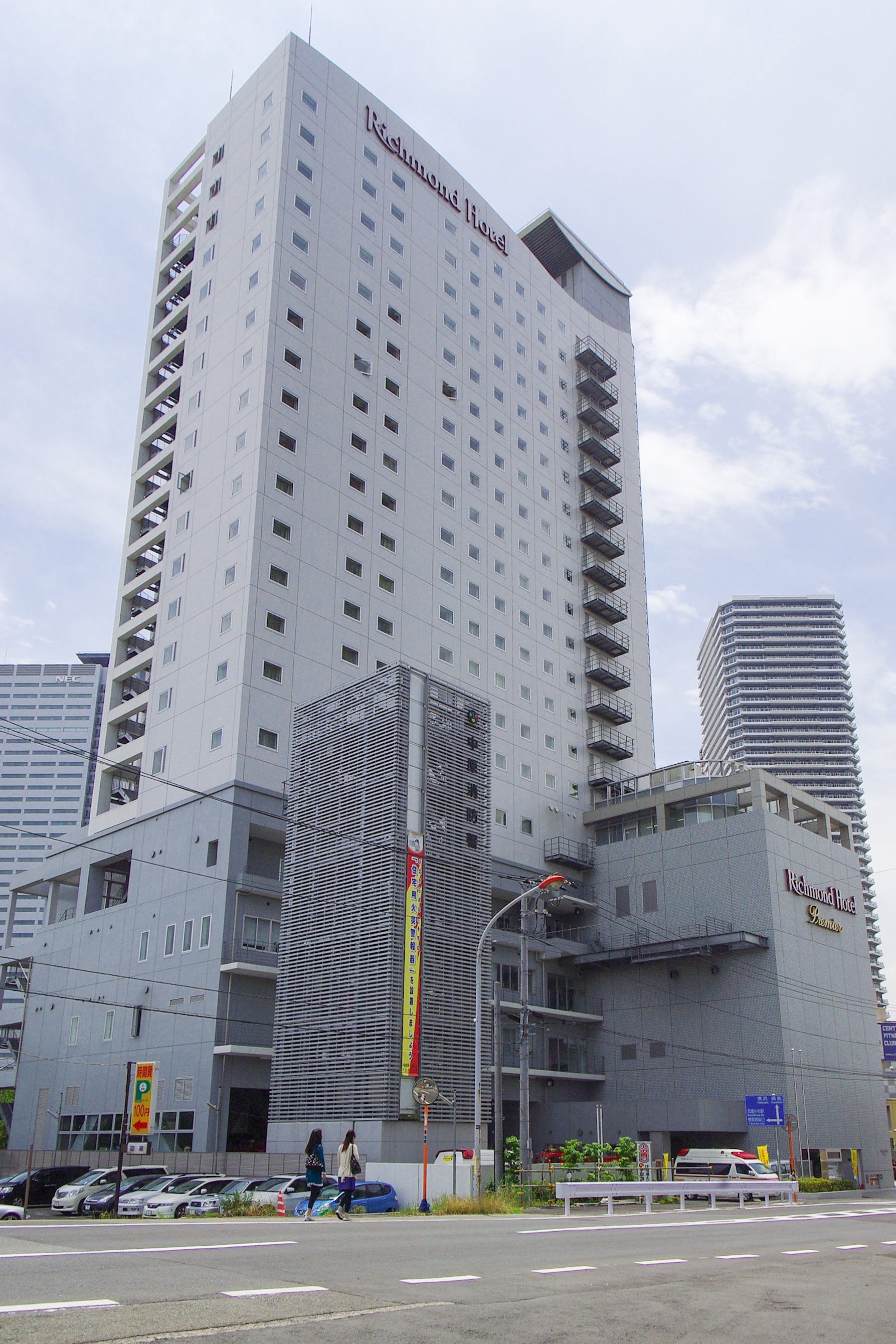
リッチモンドホテルプレミア武蔵小杉
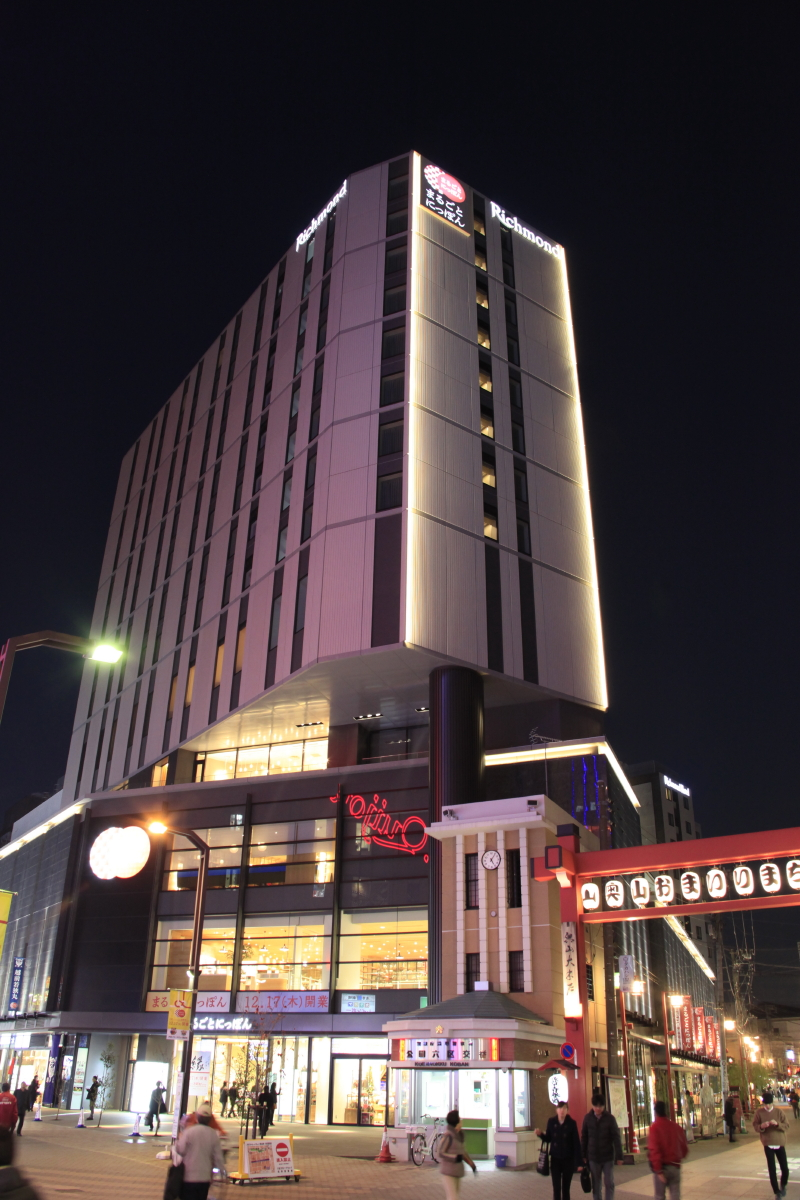
リッチモンドホテルプレミア浅草
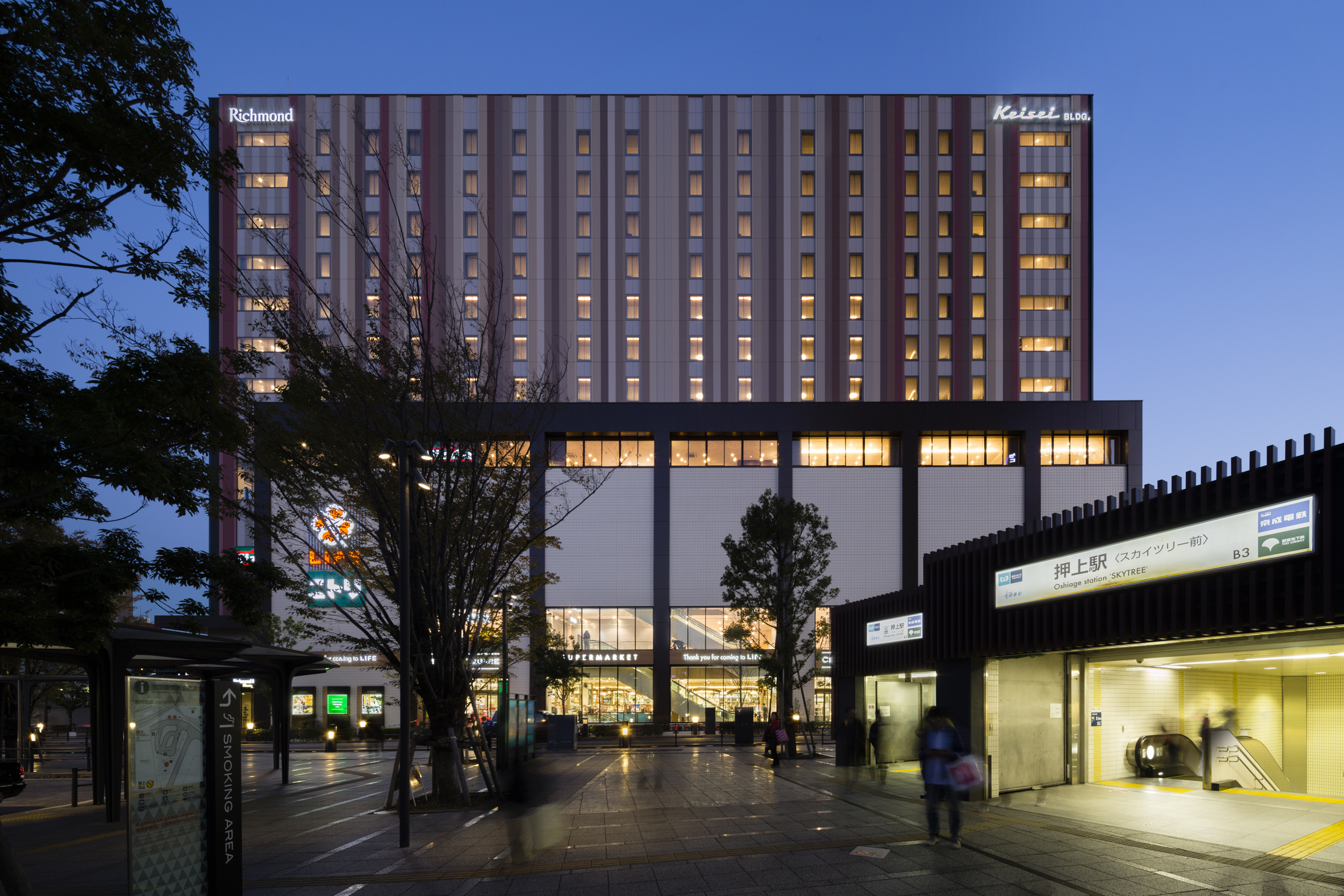
リッチモンドホテルプレミア東京スコーレ

### 東海・甲信越
- リッチモンドホテル松本 - 長野県松本市中央1-10-7
- リッチモンドホテル浜松 - 静岡県浜松市中央区元城町218-1
- ココチホテル沼津（フレンドシップ） - 静岡県沼津市高島町1-12
- リッチモンドホテル名古屋納屋橋 - 愛知県名古屋市中区栄1-2-7
- リッチモンドホテル名古屋新幹線口 - 愛知県名古屋市中村区亀島2-12-3

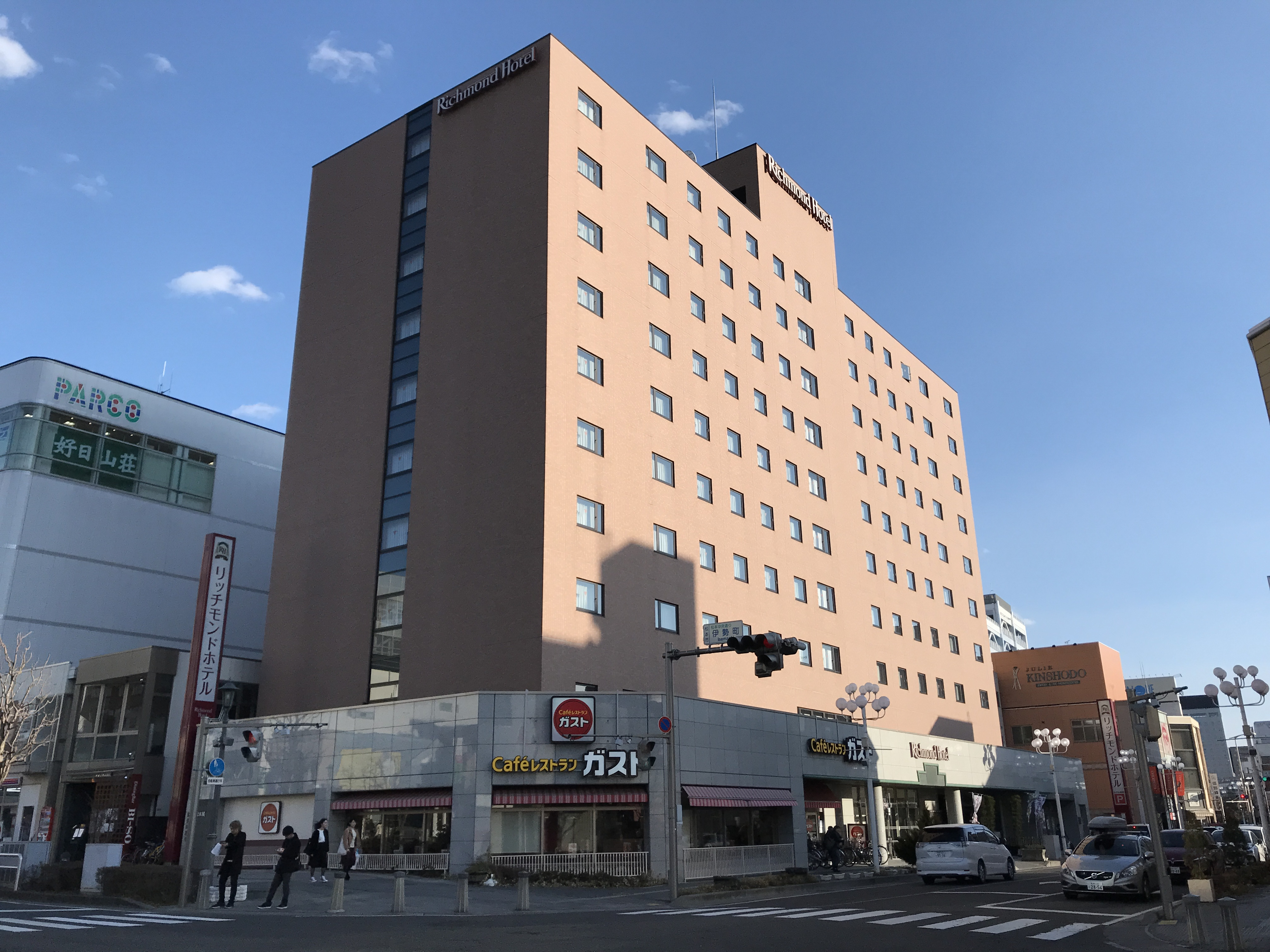
リッチモンドホテル松本

### 近畿・中国・四国
- リッチモンドホテルプレミア京都駅前 - 京都府京都市下京区北不動堂町565-3
- リッチモンドホテルプレミア京都四条 - 京都府京都市下京区四条通油小路東入傘鉾町50
- リッチモンドホテル東大阪 - 大阪府東大阪市長田中1-3-16
- リッチモンドホテルなんば大国町 - 大阪府大阪市浪速区敷津東1-8-31
- リッチモンドホテル姫路 - 兵庫県姫路市南畝町2-7
- リッチモンドホテル福山駅前 - 広島県福山市東桜町1-1
- リッチモンドホテル高知 - 高知県高知市帯屋町1丁目9－4

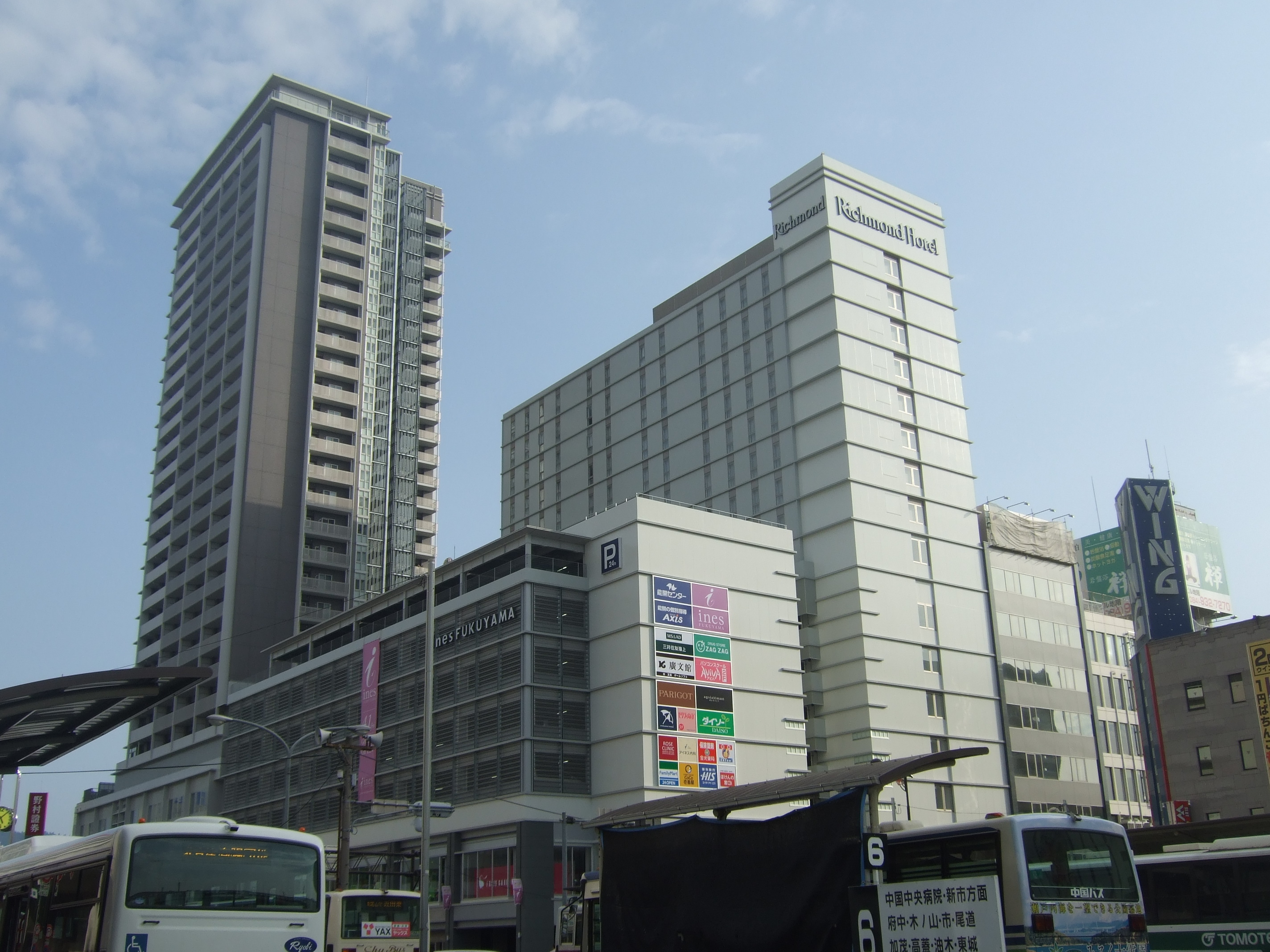
リッチモンドホテル福山駅前

### 九州・沖縄
- リッチモンドホテル博多駅前 - 福岡県福岡市博多区博多駅中央街6-17
- リッチモンドホテル福岡天神 - 福岡県福岡市中央区渡辺通4-8-25
- リッチモンドホテル天神西通 -  福岡県福岡市中央区天神2-6-16
- リッチモンドホテル熊本新市街 - 熊本県熊本市中央区新市街6-16
- リッチモンドホテル長崎思案橋 - 長崎県長崎市本石灰町6-38
- ホテルフォルツァ大分（提携ホテル） - 大分県大分市中央町1-15-18
- リッチモンドホテル宮崎駅前 - 宮崎県宮崎市宮崎駅東2-2-3
- リッチモンドホテル鹿児島金生町 - 鹿児島県鹿児島市金生町5-3
- リッチモンドホテル鹿児島天文館 - 鹿児島県鹿児島市千日町14-28
- リッチモンドホテル那覇久茂地 - 沖縄県那覇市久茂地2-23-12

## 受賞歴
- JDパワー2016年日本ホテル宿泊客満足度調査【1泊9000円-15000円未満部門】 No.1
- サービス産業生産性協議会実施 JCSI 2016【ビジネスホテル】No.1
- サービス産業生産性協議会実施 JCSI 2017【ビジネスホテル】No.1